# Albert Pečar
Albert Pečar, slovenski politik, * 1943, Trst, † 25. avgust 2006.
Leta 2002 je bil izvoljen za župana Občine Hrpelje - Kozina.